# Mezorect
Mezorectul este țesutul adipos care înconjoară rectul, circumscris de fascia proprie și care corespunde câmpului inițial de diseminare a cancerului rectal. Extirparea în totalitate a mezorectului împreunǎ cu rectul tumoral este condiția esențialǎ a tratamentului curativ al cancerului de rect.
Intervenția chirurgicală radicală pentru cancer implică îndepărtarea organului purtător al tumorii și al teritoriului său limfatic de drenaj. În cazul cancerului de rect aceasta înseamnă extirparea în bloc a rectului și a mezorectului în totalitate (1). Îndeplinirea acestui deziderat necesită recunoașterea mobilității între țesuturile de origine embriologică diferită, disecția precisă sub control vizual (și cu o bună iluminare) și deschiderea delicată a planurilor printr-o tracțiune blândă, evitând sfâșierea structurilor anatomice (2). 
În cele ce urmează ne propunem descrierea succintă a anatomiei mezorectului și a implicațiilor sale chirurgicale.

## Istoricul conceptului de mezorect
Piatra de hotar în chirurgia cancerului de rect este operația propusă de Miles (3) în 1908, denumită de el “excizie abdomino-perineală”. Acceptarea rapidă de către chirurgi a amputației rectale abdomino-perineale și renunțarea la exciziile locale practicate până atunci au dus la îmbunătățirea consistentă a controlului local al bolii. Miles sugera ca principiul rezecției în bloc a tumorii și a ganglionilor limfatici aplicat la cancerul de sân să fie aplicat și la cancerul rectal printr-un abord combinat – abdominal și perineal (4).
În 1930 Dukes propunea o stadializare a cancerului colo-rectal care îmbina trei criterii esențiale: statusul local, diseminarea limfatică loco-regională și diseminarea la distanță. Importanța stadializării Dukes este evidentă dacă ținem seama de faptul că o formă îmbunătățită a ei (modificarea Astler-Coller - 5) continuă să fie larg folosită de chirurgi - cu toate că stadializarea TNM (suverană în toate celelalte cancere digestive!) este mai precisă. 
Atât Miles, cât și Dukes, propuneau implicit un concept: boala neoplazică a rectului are o evoluție stadială cuantificabilă, iar în stadiile curabile este o boală compartimentală (6). Îndepărtarea în totalitate a “compartimentului” rectal este (în stadiile locale, fără metastaze la distanță) condiția prevenirii recidivei locale și a vindecării (7).
În 1939 Dixon (8) sistematiza tehnica rezecției rectale anterioare, care scutește pacientul de infirmitatea colostomiei. Rezecția Dixon nu a înlocuit principiul rezecției în bloc a tumorii și ganglionilor limfatici, ci a oferit o rezolvare mai fiziologică pentru tumorile situate la o distanță suficientă de sfincterul anal. Perfecționarea tehnicii - în particular introducerea în 1974 de către Fain a anastomozei colorectale mecanice (9) - a permis coborârea limitei distale de rezecție până la 3 cm de linia pectineată.
Concepția lui Miles – a îndepărtării rectului și a grăsimii perirectale (cu ganglionii perirectali) ca un bloc cilindric – a dominat gândirea chirurgicală timp de aproape 80 de ani. În timp a devenit însă necesară redefinirea conceptului datorită în principal a două nejunsuri: apariția după rezecțiile rectale a recidivelor locale, a tulburărilor de dinamică sexuală, precum și a tulburărilor de stocare și evacuare a urinei. Apariția recidivelor locale atrăgea atenția asupra caracterului insuficient al unor rezecții rectale. Quirke și colab. (10), analizând piese de rezecție rectală după operații efectuate de mai mulți chirurgi, găsesc în 27% din cazuri o rezecție inadecvată - în care rezecția se făcuse fie prin marginea tumorii,  fie prin metastazele ganglionare satelite; cu o singură excepție, la acești pacienți a survenit recidiva locală. Era deci necesară definirea a cât țesut perirectal trebuie îndepărtat pentru a preveni recidiva locală. Pe de altă parte apariția frecventă a tulburărilor de dinamică sexuală - până la 50% la pacienții cu amputație rectală și până la 40% la pacienții cu rezecție (11) - și a celor de stocare și evacuare a urinei –  4%-7,7% (12-13) - punea problema unor eventuale leziuni operatorii a plexurilor hipogastrice și nervilor erectili. Cu alte cuvinte era necesară definirea structurilor perirectale care trebuiesc menajate în cursul operațiilor pentru cancer de rect (cum trebuie condusă disecția perirectală).
În 1982 Heald, Husband și Ryall aduc o soluție pentru aceste probleme (cât și cum) propunând și un nou concept anatomic - mezorectul - și chirurgical - excizia totală a mezorectului (7). Termenul de mezorect este oarecum confuz întrucât rectul este în parte extraperitoneal și în totalitate fix, fără mezou. Caracterul imprecis al termenului nu a rămas nesesizat (14-15), unii autori preferând termenul de excizie extrafascială a rectului (16-17). Heald a propus însă acest termen din rațiuni practice – plecând de la premiza redefinirii anatomiei în funcție de detaliile tehnicii chirurgicale - și pe baza datelor de embriologie (18). De fapt chiar și unii critici ai termenului recunosc că mezorectul este o structură individualizabilă (19); oricum termenul are rolul de a defini limitele rezecției chirurgicale, iar altul mai adecvat nu există.
Pentru chirurgi conceptul de “excizie totală a mezorectului” îmbină cinci principii fundamentale (20):
-definirea unui plan avascular pentru disecție, pe care Heald îl denumește patetic planul sacru (“the Holy Plane”); respectarea acestui plan asigură pe de o parte radicalitatea rezecției (rezultat oncologic) și pe de altă parte menajarea structurilor nervoase perirectale (rezultat funcțional)
-definirea unui obiectiv chirurgical: îndepărtarea rectului și mezorectului ca un întreg, fără nici o sfâșiere, cu margini circumferențiale intacte
-definirea unui parametru pentru evaluarea radicalității actului chirurgical (marginea circumferențială de rezecție); marginea radială este critică pentru apariția recidivei, chiar mai importantă decât marginea proximală sau cea distală (21)
-recunoașterea (și menajarea !) în cursul operației a plexurilor nervoase autonome de care depinde funcția erectilă și de stocare-evacuare a vezicii urinare
-păstrarea funcției sfincteriene anale și scăderea numărului de colostomii
După 1982 o serie de publicații au susținut validitatea și utilitatea principiului exciziei totale a mezorectului atât în ce privește prevenirea recidivei locale, cât și în ce privește prevenirea sechelelor uro-genitale ale operațiilor rectale prin protejarea plexurilor nervoase autonome pelvine (22-30). 
Apariția acestor noi concepte în chirurgia rectului a constituit imboldul a numeroase studii privind anatomia pelvisului și rafinarea tehnicii chirurgicale.
Creșterea frecvenței complicațiilor postoperatorii după introducerea tehnicii rezecției rectale cu excizia totală a mezorectului (31) a atras atenția asupra necesității însușirii riguroase a tehnicii de către chirurgii oncologi și colorectali. Introducerea unor programe de instruire în excizia totală a mezorectului a confirmat însă avantajele majore ale acestei tehnici: rezultate oncologice superioare și complicații postoperatorii tot mai puține pe măsura acumulării experienței (32-33). Deși mai există rezerve formulate în special de autori americani (34), totuși experiența autorilor norvegieni (35-37) pare convingătoare.

## Mezorectul

### Rectul – elemente de anatomie descriptivă
Limita superioară (proximală) a rectului (joncțiunea recto-sigmoidiană) este apreciată de anatomiști la nivelul vertebrei S3, iar de către chirurgi la nivelul promontoriului (38-39). Mai importante decât aceste criterii topografice sunt însă criteriile descriptive care definesc începutul rectului: dispariția teniilor (musculatura longitudinală distribuindu-se de la acest nivel în jurul întregii circumferințe colice), absența haustrelor și dispariția mezosigmei și a mobilității colonului (rectul fiind practic fix). 
Canalul anal, porțiunea terminală a rectului, este de asemenea apreciată diferit de anatomiști și chirurgi (38-39). Astfel canalul anal anatomic (sau embriologic) se întinde de la linia ano-cutanată Hilton la linia pectineată, are cca 2 cm lungime și este de origine ectodermică. Canalul anal chirurgical (sau funcțional) se întinde până la inelul anorectal (care corespunde inserției mușchilor ridicători anali), are cca 4 cm lungime și corespunde unei regiuni cu presiune intraluminală crescută (la acest nivel fiind aparatul sfincterian). 
Rectul are 12-15 cm lungime și 3 curburi laterale: cea superioară și cea inferioară cu convexitarea spre dreapta, iar cea mijlocie cu convexitatea spre stânga. Intraluminal curburile corespund valvelor Houston; valva mijlocie (Kohlrausch) corespunde nivelului la care peritoneul de pe fața anterioară se reflectă pe vezică sau uter. 
Vascularizația arterială a rectului este asigurată de artera hemoroidală superioară,  dar și de surse arteriale minore: artera sacrată medie, arterele rectale mijlocii, ramuri din artera vezicală inferioară și ramuri din mușchii ridicători anali (40-41). Canalul anal este vascularizat de arterele rectale inferioare, desprinse din artera iliacă internă. 
Deși descrise în aproape toate tratatele de anatomie și tehnică chirurgicală arterele rectale mijlocii sunt inconstante, iar aripioarele rectale (care – conform tratatelor clasice – conțin aceste artere) sunt considerate de unii autori un artefact tehnic. Astfel Sato și Sato (42), după 83 de disecții pelvine detaliate, au găsit arterele rectale mijlocii la doar 18 piese (22,2%). Pe de altă parte Jones și colab. (43), efectuând 28 de disecții pelvine pe cadavru, găsesc în 17 cazuri (60%) câte o arteră rectală mijlocie; în toate cazurile era vorba de o arteră unilaterală, de dimensiune mică. Muntean (44) găsește o rectală medie unilaterală la 76,7% dintre hemipelvisurile disecate (46 din 60); în 35% artera avea un calibru considerabil. O arteră rectală mijlocie care să necesite electrocoagulare  sau ligatură se întâlnește doar în o cincime din cazuri și este mai frecvent o ramură a arterei rușinoasă internă sau vezicală inferioară, și rar se desprinde din artera iliacă internă însăși (1). Această arteră rectală mijlocie ar putea fi importantă în tratamentul chirurgical pentru limfadenectomia optimă în cancerul rectal; e de presupus că de-a lungul unei astfel de artere sunt dispuși ganglioni limfatici. Diseminarea cancerului pe acest traiect limfatic ar duce la metastaze în ganglionii iliaci interni, obturatori și iliaci comuni. Această ipoteză, susținută de unii autori japonezi (42, 46-48), stă la baza atitudinii unei limfadenectomii extinse cuprinzând așa-numitul compartiment limfatic lateral.

### Limfaticele rectului
Limfaticele rectului au fost descrise pentru prima dată de D. Gerota. Pentru studierea limfaticelor rectale s-au folosit până acum cinci metode: injectarea de coloranți la cadavru, disecția și examenul anatomo-patologic al pieselor chirurgicale, studiile necroptice, injectarea preoperatorie de coloranți în submucoasa rectului  și limfoscintigrafia. 
Clasic se descriu trei curente limfatice (41, 49-50 ).  Curentul limfatic principal parcurge ascendent colectoarele și ganglionii limfatici situați de-a lungul ramurilor și trunchiului arterei rectale superioare; de la nivelul bifurcației arterei rectale superioare (hilul limfatic Mondor) limfa este drenată spre ganglionii arterei mezenterice inferioare. Această cale limfatică este înglobată în mezorect, iar excizia totală a mezorectului asigură îndepărtarea în totalitate a diseminărilor tumorale la acest nivel. Curentul limfatic mijlociu drenează de-a lungul arterei rectale mijlocii spre ganglionii laterali ai pelvisului. Curentul limfatic inferior drenează limfa de la nivelul canalului anal anatomic spre ganglionii inghinali. Calea limfatică inferioară are importanță minoră pentru diseminarea cancerului rectal propriu-zis - doar în tumori joase, care depășesc inferior linia pectineată, la care există deja o metastazare masivă în ganglionii căii limfatice principale, ascendente (51). 
Importanța căii limfatice mijlocii este subiect de dezbatere. Autorii japonezi definesc patru grupuri (arii) limfatice rectale: grupul mezorectal (ganglionii limfatici perirectali), grupul (aria) arterei rectale superioare, grupul (aria) arterei mezenterice inferioare și aria laterală (46). Aria mezorectală se împarte în două regiuni: mezorectul adiacent tumorii (distal de nivelul tumorii și proximal până la 5 cm de marginea superioară a tumorii) și mezorectul situat la distanță (la peste 5 cm de marginea superioară a tumorii). Aria arterei mezenterice inferioare cuprinde ganglionii cuprinși între originea arterei mezenterice inferioare și originea arterei colice stângi; distal, de-a lungul traiectului arterial, se află ganglionii ariei rectale superioare. Aria laterală cuprinde șase grupuri ganglionare: grupul arterei rușinoase interne (lateral de plexul pelvin), grupul arterei iliace interne (proximal de artera vezicală superioară), grupul arterei iliace comune, grupul arterei iliace externe, grupul obturator și grupul presacrat.
Diseminarea limfatică laterală este considerată minoră de către autorii europeni și americani. Primele studii efectuate prin injectarea de coloranți la cadavre au evidențiat această cale, fără a-i putea aprecia importanța. În urma unui studiu al pieselor de rezecție, Gilchrist (52) descrie un caz de cancer rectal subperitoneal la care erau prezente 2 metastaze ganglionare laterale și doar una la nivelul ganglionilor curentului ascendent. Acest tip de diseminare a fost găsit de Grinnell la doar 1 caz din 118 studiate, din care 63 cu metastaze ganglionare (51); alți autori constată de asemenea o proporție foarte mică a metastazării pe această cale. 
Observațiile autorilor japonezi sugerează însă că diseminarea laterală poate fi însă importantă în cancerele rectului subperitoneal. Ueno și colab. (46) au găsit metastaze ganglionare la 41 de pacienți din 455 (16,8%) la care s-au practicat diferite tipuri de rezecție a tumorii primare împreună cu mezorectul (amputație rectală, rezecție anterioară, rezecție Hartmann sau exenterație pelvină) și disecția ganglionilor din aria laterală;  dintre acești 41 de pacienți 10 aveau metastaze numai în ganglionii laterali, nu și la nivelul mezorectului. După frecvența metastazelor Ueno consideră că regiunea arterei rușinoase interne, regiunea arterei iliace interne și regiunea obturatoare contituie “câmpul vulnerabil” pentru acest tip de metastazare (88% din metastazele ariei laterale aveau una din aceste localizări); diseminarea limfatică laterală pare să depindă de localizarea joasă a tumorii, profunzimea invaziei parietale, diseminarea în celelalte arii limfatice și gradul scăzut de diferențiere.  Maeda și colab. (53) au injectat la 19 pacienți cu cancer de rect (8 la nivelul rectului supraperitoneal și 11 la nivelul retului subperitoneal)  în submucoasa rectului cu 2 zile înaintea operației un colorant cu particule de carbon (CH40); după rezecția/amputația  rectală cu excizia mezorectului și limfadenectomia laterală, s-a căutat prezența particulelor de carbon la nivelul ganglionilor limfatici îndepărtați. La cei 8 pacienți cu tumoră supraperitoneală colorantul a fost găsit în majoritatea ganglionilor axiali (75-87% dintre ganglionii acestei arii) și nu a fost prezent în nici un ganglion lateral; din cei 11 pacienți cu neoplasm subperitoneal colorantul a fost găsit preponderent în ganglionii axiali (18-73% dintre ganglionii acestei arii), dar și în ganglionii ariei laterale (9-27% dintre ganglionii ariei). Kawahara și colab (54) au folosit o tehnică asemănătoare, injectând submucos verde de indocianină la 14 pacienți cu 30 de minute înainte de intervenția chirurgicală pentru cancer de rect. La 6 pacienți colorantul a fost găsit în ganglioni din ariile iliace interne; 4 din acești pacienți aveau metastaze în acești ganglioni; ganglionii obturatori nu au captat colorantul. Concluzia autorilor este că metastazarea limfatică laterală are ca primă stație ganglionii din aria iliacă internă.
Studiile limfoscintigrafice pledează pentru o importanță minoră a drenajului limfatic lateral în cancerul rectal. Sterk și colab. (55) au efectuat limfoscintigrafii în preziua intervenției chirurgicale la 16 pacienți operați pentru cancer rectal; la 12 s-a evidențiat fixarea trasorului exclusiv în ganglionii mezorectali; la 4 s-au evidențiat ganglioni fixanți extramezorectali (laterali), care au fost îndepărtați în cadrul procedurii chirurgicale dar erau liberi de metasaze. Quadros și colab. (56) au evidențiat limfoscintigrafic ganglioni laterali fixanți la 20% dintre pacienții cu cancer rectal, dar numai la 6,7% dintre pacienți existau metastaze în acești ganglioni.

### Structurile nervoase pelvine
Nervii pelvini cuprind plexul sacrat (cu originea la nivelul L4, L5, S1, S2 și S3, care asigură inervația musculaturii pelvine și a membrelor inferioare), plexul rușinos ( cu originea la nivelul S2, S3 și S4, a cărui fibre sunt destinate viscerelor pelvine și organelor genitale) și plexurile pelvine autonome (plexul hipogastric superior și plexul hipogastric inferior) – intricate cu cele precedente. Plexul hipogastric superior este format din fibre toracolombare simpatice (responsabile de ejaculare la bărbat) și e situat în țesutul conjunctiv extraperitoneal, anterior de bifurcația aortei și de vena iliacă comună stângă, în dreptul vertebrei L5 și promontoriului (1) ; are o formă de triunghi cu vârful cranial, iar din unghiurile inferioare se desprind nervii hipogastrici (drept și stâng) (56). O rețea filamentoasă delicată în țesutul areolar furnizează un plan avascular între PHS posterior și mezorect anterior, facilitând separarea intactă a  mezorectului de plex; acest plan avascular trece între stratul parietal și cel visceral al fasciei pelvine; mobilizarea rectului împreună cu mezorectul intact se obține prin separarea chirurgicală a acestor straturi fasciale de-a lungul acestui plan).  
Fiecare nerv hipogastric se termină în câte un plex hipogastric inferior (drept și stâng). Aceste plexuri conțin pe lângă fibrele simpatice și fibre parasimpatice provenite din segmentele S2, S3 și S4 pe calea nervilor erigenți; aceste fibre parasimpatice asigură la bărbat erecția.  Fiecare plex hipogastric inferior are forma unei lame fenestrate rectangulare sagitale, așezată  lateral de rect, prostată, veziculele seminale și partea posterioară a vezicii urinare la bărbat și lateral de rect, colul uterin, fornixul vaginal și partea posterioară a vezicii urinare la femeie (1, 58).
Ramurile plexurilor hipogastrice inferioare asigură inervația rectului, vezicii urinare, prostatei, veziculelor seminale, uretrei și corpilor cavernoși. Nervii cavernoși se grupează în câte un mănunchi nervos cu un traiect direct spre portiunea postero-laterală a prostatei; grosimea mănunchiului scade de la 12 mm la origine la 6 mm la baza prostatei; de la acest nivel nervii însoțesc arterele și venele capsulare, urcă spre vârful prostatei (posterolateral de uretră) și trec prin diafragma urogenitală. Plexurile pelvine sunt situate lateral și posterior față veziculele seminale (mijlocul plexului fiind situat la nivelul vârfului veziculelor seminale); de aceea  veziculele seminale reprezintă intraoperator reperul pentru identificarea plexurilor (1, 58). De asemenea nervii cavernoși pot fi identificați posterolateral de prostată și anterolateral de rect prin asocierea lor constantă cu arterele și venele capsulare prostatice, cu care formează un mănunchi vasculo-nervos (58). 

### Fasciile perirectale
Fascia parietală endopelvină acoperă pereții și planșeul pelvin și se continuă pe viscerele pelvine, ca fascii viscerale. La nivelul rectului formează teaca proprie a rectului sau fascia perirectală. Această fascie a fost menționată pentru prima dată de Toma Ionescu în tratatul de anatomie al lui Poirier și Charpy (17, 57). Fascia proprie a rectului înconjoară rectul, țesut adipos, nervi, vase sanguine și limfatice. Țesutul adipos cuprins în acest manșon fascial este mai abundent în porțiunea posterioară a rectului, unde are aspect de “lipom bilobat” (2, 44). Fascia este mai evidentă în părțile laterale și posterioare ale rectului extraperitoneal și mai groasă în apropiere de planșeul pelvin (44).
Fascia presacrată este o porțiune mai groasă a fasciei endopelvine care acoperă concavitatea sacrului și coccigelui, nervi, artera sacrată medie și venele presacrate. 
Fascia recto-sacrată se întinde de la fascia presacrată la fascia perirectală; se formează prin reflectarea fasciei presacrate la nivelul vertebrei S4 și se unește cu fascia perirectală la 3-5 cm deasupra inelului anorectal (38, 44). După Sato și Sato (45) conține mici vene și ramuri nervoase provenind din ganglionii sacrați. 
Septul rectogenital (rectoprostatic la bărbat, respectiv rectovaginal) separă rectul și fascia proprie a rectului de veziculele seminale și prostată, respectiv de vagin. În sens strict termenul de fascie Denonvilliers se referă la fascia rectoprostatică, dar a fost extins și la septul similar de la femeie. Fascia Dennonvilliers este o structură fibroasă mai evidentă și mai consistentă decât fascia rectală proprie; este mai proeminentă la pacienții tineri și se subțiază cu vârsta (59). Urologii descriu fascia ca fiind atașată de prostată și veziculele seminale, în timp ce chirurgii colo-rectali consideră că este mai aderentă de rect decât de aceste organe genitale (60). Histologic fascia este constituită din fibre de colagen dens, fibre musculare netede și fibre de elastină. Formarea fasciei Denonvilliers a fost explicată în două moduri: prin fuziunea celor două foițe ale fundului de sac rectovezical embrionar sau prin condensarea straturilor mezenchimului embrionar. Originea și modul de formare a fasciei Denonvilliers au fost însă sursa unei confuzii chirurgicale: aceea a existenței unor straturi fasciale separabile chirurgical (61); deși Richardson a arătat că există două straturi de elastină la nivelul septului rectogenital (59), totuși aceste straturi nu sunt identificabile prin disecție chirurgicală (60).  Nervii cavernoși sunt situați de o parte și de alta ale fasciei Denonvilliers împreună cu vase sanguine cu care formează câte un mănunchi vasculo-nervos.
Ligamentele laterale (“aripioarele rectului”) sunt descrise în tratatele clasice de anatomie drept condensări fibroase de formă triunghiulară cu baza spre peretele lateral al pelvisului și vârful spre rect, formate în jurul arterelor rectale mijlocii.  Constituie însă un subiect disputat întrucât ar putea fi artefacte de disecție.  Oricum vase rectale mijlocii de calibru de peste 1 mm apar inconstant și nici măcar la aceste cazuri artera nu e constant bilaterală. Jones și colab. (43) după 28 de disecții pelvine trag câteva concluzii care contrazic datele clasice: în nici un caz nu au găsit bilateral artera rectală mijlocie, chiar dacă în 17 cazuri a fost găsită o arteră unilaterală; artera avea întotdeauna un calibru redus (niciodată peste 2 mm diametru); nu au găsit în nici un caz o structură fibroasă corespunzătoare descrierilor din manuale ale ligamentelor laterale; s-au găsit numai structuri fibroase inconsistente și filete nervoase – care nu pot fi însă confundate cu ligamentele laterale. Pe de altă parte din prudență  aceste “artefacte de disecție” sunt tratate cvasiconstant în cursul operației ca potențiale surse de hemoragie, iar în majoritatea manualelor de tehnică operatorie se recomandă ligatura sau electrocoagularea acestor structuri. Sato și Sato (42) împart fiecare aripioară rectală în 2 porțiuni: una laterală (conținând artera rectală mijlocie și nervii splanhnici pelvini) și una medială (conținând artera și ramuri din plexul hipogastric inferior); cele 2 porțiuni sunt situate de o parte și de alta a lamei rectangulare a plexului hipogastric inferior corespunzător; în porțiunea laterală artera rectală mijlocie se întâlnește în unghi ascuțit cu nervii splanhnici pelvini (erigenți), în timp ce în porțiunea medială artera merge paralel cu ramurile rectale ale plexului hipogastric inferior. Diviziunea propusă de Sato este importantă pentru ligatura ligamentelor laterale: ligatura în porțiunea laterală are ca efect lezarea nervilor erigenți (cu afectarea funcției erectile), în timp ce în porțiunea medială ligatura este practic fără urmări urologice. 

### Elemente de embriologie
Tractul gastrointestinal se dezvoltă din cele trei porțiuni ale tubului digestiv embrionar: din intestinul anterior se dezvoltă gura, esofagul, stomacul, duodenul și aparatul biliar; din intestinal mijlociu se dezvoltă intestinul subțire și gros (până la jumătatea distală a transvesului.
Colonul descendent, colonul sigmoid și rectul se dezvoltă din intestinul embrionar posterior. Partea distală a acestuia se termină într-un fund de sac (cloaca); alantoida se deschide în partea anterioară a acestui fund de sac; acest fund de sac de natură endodermică este închis de o membrană ectodermică (membrana cloacală - proctodeum) (62, 57). 
În săptămâna a 6-a un sept mezodermal împarte cloaca într-o cavitate anterioară (sinusul urogenital) și una posterioară (canalul anal); acest sept fuzionează în săptămâna a 7-a cu membrana cloacală și formează corpul perineal; membrana cloacală este împărțită astfel într-o membrană urogenitală (porțiunea anterioară, mai întinsă) și o membrană anală (porțiunea posterioară, mai mică). Membrana anală se înfundă într-o depresiune tapetată de ectoderm (depresiunea anală – originea canalului anal anatomic); în săptămâna a 8-a membrana anală dispare; locul în care a fost inserată membrana anală este considerat linia pectineată, deși nu există nici argumente, nici contraargumente consistente (40). Urmare a acestui mod de formare rectul și canalul anal superior sunt de origine endodermală și au vascularizație provenită din artera mezenterică inferioară, în timp ce canalul anal inferior (anatomic) este de origine ectodermică și vascularizat de ramuri din artera iliacă internă. Din mezodermul somatic se dezvoltă de o parte și de alta a membranei anale câte un tubercul; tuberculii se unesc “în potcoavă” înapoia rectului și apoi se unesc cu corpul perineal; din această structură se formează sfincterul anal extern.
Tubul intestinal primitiv (embrionar) este suspendat dorsal de un mezenter primitiv în care se dezvoltă și vasele sanguine și limfatice, precum și ganglionii limfatici. La nivelul intestinului anterior din acest mezenter primitiv se formează bursa omentală, la nivelul intestinului mijlociu se formează mezenterul și mezourile colonului proximal, iar la nivelul intestinului embrionar posterior se formează mezoul colonului distal și mezorectul (63).

### Mezorectul
Mezorectul nu este un mezou propriu zis și din acest motiv termenul trebuie acceptat ca pe o convenție de limbaj. Prin mezorect se înțelege țesutul adipos care înconjoară rectul, circumscris de fascia proprie și care corespunde câmpului inițial de diseminare a cancerului rectal (64). 
Fascia care circumscrie rectul oferă în cursul disecției un plan relativ avascular (un strat foarte subțire de țesut lax dispus între stratul parietal și cel visceral al fasciei pelvine); respectarea acestui plan reconciliază imperativul oncologic al operației cu păstrarea funcției genito-urinare; acest plan este denumit patetic de Heald “planul sacru” al disecției chirurgicale (2); Skandalakis propune ca acest plan să fie denumit planul Heald (40).
În privința originii filogenetice a mezorectului un interesant studiu de anatomie comparată a fost făcut de Nano și colab (65). Comparând observațiile în urma disecțiilor la trei specii de animale (câine, porc și o specie de primate - Macaca ape) și la fetuși umani Nano și colab. ajung la concluzia că mezorectul lipsește la mamiferele patrupede, dar apare la primate; la primate grăsimea perirectală este mai abundentă și este limitată de o fascie similară cu fascia perirectală de la om. Similar ligamentele laterale apar numai la primate și om. Nu se poate trage o concluzie cu privire la momentul evolutiv al apariției acestor structuri, dar probabil că apariția lor este legată de stațiunea bipedă. Aceasta s-a însoțit de modificări anatomice și funcționale importante (transformarea unei mari părți a rectului într-un organ extraperitoneal, solicitările mecanice la care este supus rectul în această poziție, creșterea cantității de grăsime perirectală care să absoarbă șocurile mecanice.
Spre interior învelișul adipos perirectal (mezorectul) ajunge până la adventiția rectului (64); aceasta nu este o structură identificabilă macroscopic, dar înlocuiește peritoneul visceral în porțiunea extraperitoneală a rectului. Posterior mezorectul împreună cu fascia perirectală ajung până la fascia presacrată; un șanț median dă feței posterioare a mezorectului aspectul de “lipom bilobat” (2). Lateral fascia perirectală e perforată de câteva orificii prin care trec ramurile rectale din plexul hipogastric inferior și vasele rectale mijlocii – atunci când există. Anterior mezorectul se întinde până la fascia Denonvilliers; de altfel fascia perirectală este uneori confundată cu așa-zisul “strat posterior” al fasciei Denonvilliers. Inferior mezorectul se întinde până la inserția mușchilor ridicători anali.
Distribuția ganglionilor limfatici în interiorul mezorectului a fost studiată pe piese de rezecție și pe cadavre de către Topor și Galandiuk (66, 6). Împărțind mezorectul în patru cadrane (posterior, lateral drept, lateral stâng și anterior)  și în trei porțiuni (corespunzătoare treimii superioare, medii și inferioare ale rectului) ajung la câteva concluzii: cea mai mare parte a ganglionilor limfatici (92%) sunt dispuși în cadranul posterior al mezorectului și în cele două treimi superioare; la nivelul treimii superioare a rectului nu există mezorect în cadranul anterior; majoritatea ganglionilor sunt de mici dimensiuni (0,5-3 mm); având în vedere dimensiunile mici ale ganglionilor e posibil ca (în lipsa unui solvent pentru grăsime) o parte din cancerele de rect să fie de fapt substadializate. Referitor la acest ultim aspect Andreola și colab. (67) au arătat că 45% dintre ganglionii mezorectali metastatici au sub 5 mm diametru; 14% dintre pacienții cu metastaze ganglionare aveau metastaze numai în astfel de ganglioni mici.Wang și colab. (68) au găsit 5,8% ganglinoni mai mici de o jumătate de milimetru; metastaze ganglionare oculte au fost găsite la 29% dintre pacienții investigați.
Pentru explorarea imagistică a mezorectului se apelează la computer-tomografie, ecografie endorectală și rezonanța magnetică nucleară. Computer-tomografia precizează cu acuratețe profunzimea invaziei tumorale în pereții rectului, raporturile tumorii cu organele adiacente (în special când tușeul rectal pledează pentru o invazie de vecinătate), precum și prezența adenopatiilor peritumorale. Este însă adevărat că în mod curent computer-tomografia este utilizată mai degrabă pentru diagnosticarea și evaluarea recidivelor tumorale decât pentru evaluarea tumorii rectale primare. 
Ecografia endorectală este chemată să precizeze invadarea peretelui rectal (mucoasă – T1, musculara proprei –T2, adventiția și grăsimea mezorectală – T3, invazia organelor învecinate – T4) și prezența și mărimea adenopatiilor peritumorale - N1 (69); alături însă de marile sale avantaje (eficiență, non-invazivitate, posibilitatea repetării fără riscuri)  ecografia endorectală are însă rezerva că acuratețea sa este stâns legată de experiența examinatorului (70); este adevărat însă că în practica clinică este metoda utilizată cel mai adesea pentru stadializarea preoperatorie a cancerului de rect.
Rezonanța magnetică nucleară pare însă metoda cea mai sensibilă pentru examinarea mezorectului. Planurile fasciale precum și spațiile perirectale se evidențiază cu acuratețe prin această metodă (39) 
Mezorectul apare ca o structură cu semnal de intensitate mare, în timp ce fascia mezorectului (fascia rectală proprie) apare ca o structură liniară cu semnal de intensitate mică. Fascia presacrată apare ca o structură de semnal scăzut, iar spațiul virtual dintre fascia presacrată și fascia rectală proprie este spațiul retrorectal. Fascia rectosacrată și reflexia peritoneală sunt de asemenea identificabile prin RMN. Fascia Denonvilliers apare ca o structură de semnal scăzut atașată la recesul pertioneal recto-vezical. Ligamentele laterale nu se identifică pe imaginile obținute prin RMN; poziția lor e indicată de vasele rectale mijlocii atunci când acestea sunt prezente. Plexurile hipogastrice inferioare pot fi identificate ușor pe secțiunile parasagitale ca structuri rectangulare de 2-4 cm lungime situate medial de peretele pelvin lateral și de vasele iliace. Dintre straturile peretelui rectal se identifică mucoasa (ca o linie fină de semnal scăzut), submucoasa (semnal de intensitate mare) și musculara proprie sub forma a două straturi (stratul intern – regulat - corespunde musculaturii circulare, iar stratul extern – neregulat – corespunde musculaturii logitudinale); adeventiția nu poate fi precizată, dar grăsimea perirectală (mezorectul) apare ca o structură de intensitate mare înconjurând rectul. Ganglionii limfatici apar ca structuri ovoide cu semnal de intensitate mare (71).

## Implicațiile conceptului de mezorect
Tratamentul cancerului de rect are un obiectiv oncologic (îndepărtarea în totalitatea a tumorii primare și a teritoriului limfatic) și două obiective funcționale (păstrarea funcției sfincteriene anale și a funcțiilor urogenitale). Dacă păstrarea aparatului sfincterian este dependentă de localizarea tumorii, îndepărtarea totală a compartimentului tumoral (rectul și mezorectul) și prevenirea unor complicații / sechele uro-genitale ține de respectarea unui plan de disecție. Acest plan este predefinit ca urmare a dezvoltării embrionare a rectului și mezorectului. 
Heald (2) atrage atenția atât asupra disecției în interiorul acestui plan (cauza recidivei locale prin insuficienta îndepărtare a depozitelor tumorale perirectale), cât și asupra disecției în afara acestui plan (ceea ce duce la lezarea plexurilor nervoase pelvine). Un alt element asupra căruia insistă Heald este efectuarea disecției ascuțite și renunțarea la disecția boantă; în cursul acesteia din urmă aderențele fibroase ale fasciei mezorectului la structurile adiacente se rup fie spre mezorect, fie spre structurile învecinate; ca urmare apare riscul ruperii unor fragmente din mezorect , iar rezecția devine incompletă, cu margine laterală invadată tumoral.
Rezecția radicală a rectului tumoral este definită de marginea proximală, marginea distală și marginea laterală (circumferențială) libere de proces tumoral. Marginea proximală a rezecției nu ridică probleme, fiind localizată la nivelul la care vascularizația (după ligatura pediculului rectal superior sau mezenteric inferior) asigură  viabilitatea tisulară. Marginea distală e condiționată de localizarea tumorii (distanța față de linia pectineată); distanța inițială de 5 cm de la marginea tumorii a fost redusă la 2 cm (4), dar o scădere sub această limită compromite radicalitatea actului chirurgical; în cazul unor tumori joase disecția adecvată a rectului poate asigura o margine de rezecție adecvată (Goligher, citat de Yeatman - 4). Dar păstrarea aparatului sfincterian nu trebuie să compromită radicalitatea operației.
O trăsătură importantă a tipului de creștere a cancerului de rect este diseminarea radială în grăsimea perirectală (72). Diseminarea poate fi continuă, expansivă, dar și neregulată, infiltrativă și discontinuă (10, 72).
Marginea circumferențială (laterală) a rezecției a fost pentru prima dată studiată ca factor de prognostic și ca parametru al radicalității operației de către Quirke și colab. (10). Ei au investigat piesele de rezecție provenie de la 52 de pacienți operați pentru cancer rectal; prin secțiuni transversale și măsurări morfometrice ei au măsurat limita laterală a tumorii (definită ca cea mai laterală penetrare a mezorectului – fie prin invazie continuă, fie discontinuă). Invazia circumferențială a fost definită ca infiltrarea tumorală directă a marginii piesei de rezecție sau o “limită de siguranță” de mai puțin de 1 mm grosime; conform acestei definiții marginea laterală a fost invadată în 27% din cazuri. Constatarea lor - 85% recidive locale în cazul invaziei marginii laterale, comparativ cu doar 3% în cazul marginii neinvadate - a confirmat că rezecția incompletă este cauza principală a recidivei locale. Studii ulterioare (73-76) au avut rezultate asemănătoare, confirmând importanța invaziei marginii laterale de rezecție ca factor prognostic. Modul de invazie a marginii lateral (direct, discontinuu, metastază ganglionară, invazie perineurală, invazie limfatică sau vasculară) nu are semnificație prognostică, ci doar invazia în sine(76). Unii autori (78) consideră distanța de la limita laterală a tumorii la marginea de rezecție trebuie să fie de minim 2 mm, în timp ce alți autori (75) nu au găsit o astfel de corelație.
Pentru stadiile T1-T3 Quirke și colab. (79) definesc trei grade ale rezecției cu excizia mezorectului. Când disecția se face în planul fascial al mezorectului, mezorectul apare gros și neted (eventualele defecte nu depășesc 5 mm profunzime), fără violări ale grăsimii; marginea distală este adecvată, fără a se apropia “în con” de tumoră. În cazul disecției în planul mezorectal piesa de rezecție are mezorectul cu suprafața neregulată, cu pierderi de peste 5 mm profunzime din țesutul adipos; marginea distală a mezorectului se termină în formă de con. A treia situație este disecția în planul muscularei proprii a rectului; mezorectul este subțire și prezintă defecte profunde care ajung până la musculară; marginea radială de rezecție este neregulată, pe alocuri apărând musculara rectului.
Prezervarea inervației pelvine este posibilă în stadiile T1-T3 ale cancerului rectal; în funcție de satisfacerea acestui obiectiv se descriu patru tipuri de operații (80-81): cu păstrarea completă a nervilor autonomi; cu păstrarea unilaterală a inervației autonome; cu rezecția plezului hipogastric superior și păstrarea plexurilor pelvine; cu rezecția plexului superior și a unui plex inferior și păstrarea unui plex pelvin
În desfășurarea operației pot fi identificate câteva momente cu risc de lezare a nervilor pelvini: în cursul ligaturii arterei mezenterice inferioare, în cursul disecției posterioare, în cursul disecției laterale și în cursul disecției anterioare (59, 82). În cursul ligaturării arterei mezenterice inferioare (mai ales dacă aceasta se face la originea din aortă sunt vulnerabile fibrele nervoase simpatice ale plexului hipogastric superior (59); consecința acestei leziuni este ejacularea retrogradă. Pentru evitarea acestei complicații Phang (83) recomandă atunci când nu există adenopatii palpabile de-a lungul arterei mezenterice inferioare ca ligatura acesteia să se facă deasupra sau dedesubtul originii arterei colice stângi (în funcție de segmentul colic care se va folosi pentru anastomoză).
Prima zonă de risc de la nivelul pelvisului este la nivelul planului posterior al disecției; la acest nivel există riscul lezării nervilor hipogastrici, care conțin fibre pur simpatice (59, 82). Disecția corectă se face în țesutul conjunctiv lax imediat în afara fasciei mezorectale; nervii hipogastrici sunt situați imediat în afara acestui plan și pot fi lezați dacă planul nu este riguros respectat, dacă se practică o disecția boantă sau dacă sângerarea nu este riguros controlată și ca urmare nu există o bună vizualizare a planului. 
A doua zonă de risc de la nivelul pelvisului este în cursul disecției laterale. Tracțiunea excesivă a rectului aduce plexul hipogastric inferior în sus și spre medial, expunându-l lezării în cursul ligaturii / electroacoagulării arterei rectale mijlocii și secționării ligamentului lateral respectiv. Limfadenectomia extensivă recomandată de autorii japonezi (incluzând ganglionii din compartimentul lateral) are un risc major de lezare a acestor nervi, care cuprind la acest nivel atât fibre simpatice, cât și parasimpatice. 
A treia zonă majoră de risc la nivelul disecției pelvine este în cursul disecției anterioare. Spațiul dintre rect (posterior) și veziculele seminale și prostată (anterior) este foarte îngust. În cursul disecției la acest nivel  sau în cursul hemostazei în această arie dificilă nervii cavernoși sunt expuși leziunii; acești nervi conțin în special fibre parasimpatice, iar lezarea lor duce la impotență. 
Dacă în ce privește planul disecției posterioare și laterale există un consens, în ce privește planul disecției anterioare opiniile rămân divergente. Disecția “între stratul anterior și cel posterior” al fasciei Denonvilliers - deși pomenită de unii autori – e iluzorie, întrucât septul recto-prostatic nu are de fapt straturi diferențiabile chirurgical (59). Lindsey (58) definește trei planuri ale disecției anterioare: perirectal, mezorectal și extramezorectal. 
Planul perirectal (perimuscular) – situat în imediata musculaturii rectale, dar în interiorul fasciei rectale proprii - nu este un plan anatomic. Planul mezorectal este un plan anatomic în care se separă fascia rectală de fascia Denonvilliers, dar nu este atât de evident ca în porțiunea laterală și posterioară a rectului. Planul extramezorectal implică rezecția fasciei Denonvilliers; prostata și veziculele seminale se vizualizează anterior, dar riscul lezării nervilor cavernoși este ridicat. Întrucât mezorectul anterior este subțire, Heald (84) pledează pentru efectuarea sistematică – din considerente oncologice – a disecției anterior de fascia Denonvilliers. Riscul cel mai mare de recidivă locală îl au însă tumorile situate la nivelul peretelui anterior al rectului (85). Ca urmare este  justificată opinia unor autori ca Lindsey (86) sau Flati (87) care  recomandă disecția anterior de fascia Denonvilliers doar în cancerele anterioare.
Tehnica exciziei totale a mezorectului îndepărtează ganglionii ariei mezorectale, dar nu include ganglionii ariei ganglionare laterale. Importanța acestei arii în cancerele rectului subperitoneal rămâne controversată. De altfel și semnificația stadială a mestastazelor în această arie este interpretată diferit: în stadializarea TNM autorii europeni și americani încadrează aceste metastaze în categoria M1 (boală sistemică), în timp ce autorii japonezi o încadrează în categoria N3 (diseminare regională) – categorie neprevăzută de clasificarea AJCC (81, 88). Autorii japonezi (42, 46, 53, 89) pledează pentru limfadenectomia extinsă la compartimentul lateral în cancerele rectului subperitoneal, dar aceasta are o rată consistent mai mare de sechele uro-genitale. Analizând o serie de variabile și eliminând statistic pe cele nerelevante Sugihara  și colab (90) ajung la concluzia că sexul feminin, localizarea tumorii sub reflexia peritoneală, mărimea tumorii (4 cm și peste) și metastazele ganglionare perirectale sunt semnificativ asociate cu o incidență crescută a metastazelor în aria ganglionară laterală. Tehnicile de determinare a micrometastazelor ganglionare prin reacția de polimerizare în lanț (sau  PCR) (91), precum și cele imunoscintigrafice și de chirurgie radioimunoghidată (92) vor contribui probabil la evaluarea exactă a acestei căi limfatice și la identificarea subgrupului de pacienți care ar putea beneficia de limfadenectomia compartimentului lateral (93).
Tehnica laparoscopică a exciziei mezorectului are toate avantajele acestui tip de chirurgie: vedere excelentă, mobilizare postoperatorie rapidă, reluarea precoce a tranzitului digestiv, a alimentației orale și a activității, recuperarea postoperatorie mai scurtă cu posibilitatea inițierii rapide a terapiei adjuvante (94-96). Numeroase studii au demonstrat fezabilitatea procedeului laparoscopic (97-100). Trebuie totuși menționat că aceste studii s-au efectuat pe serii mici, în instituții specializate, bazate pe diferite criterii de selecție a pacienților, iar aceste diferențe fac dificilă comparația cu chirurgia deschisă, ca și definirea criteriilor de selecție a pacienților care pot beneficia optim de această tehnică (101). Trialul condus și publicat de Quah (98) arată o rată surprinzător de mare a disfuncțiilor sexuale și vezicale după excizia laparoscopică a mezorectului pentru cancer rectal comparativ cu operația deschisă, atribuită dificultății tehnice a disecției laterale și anterioare. Tehnica laparoscopică este un procedeu avansat (96), iar pentru precizarea locului acestui procedeu în chirurgia cancerului rectal (inclusiv criteriile de selecție a pacienților) mai sunt necesare studii (102).

## Concluzii
Mezorectul este o structură identificabilă anatomic, având originea în mezenterul dorsal primitiv. Termenul este inexact din punct de vedere anatomic și trebuie acceptat ca o convenție lingvistică.
Disecția de-a lungul planului anatomic avascular mezorectal și excizia totală a mezorectului conciliază obiectivul oncologic (de extirpare a întregului compartiment rectal și perirectal) cu obiectivul funcțional al menajării inervației autonome. Gradul invaziei mezorectului, dar și gradul exciziei mezorectului  au valoare prognostică.
Excizia pe cale laparoscopică a mezorectului, deși dificilă tehnic, este fezabilă; rezultatele oncologice sunt similare cu ale chirurgiei deschise, complicațiile urinare și genitale sunt mai frecvente. 
Rolul limfadenectomiei pelvine extensive (incluzând compartimentul lateral) este controversat; nu sunt încă definite criteriile de identificare a pacienților care ar putea beneficia de această completare a operației standard.